# Belägringen av Pskov 1611
Belägringen av Pskov 1611 var en svensk belägring av den ryska staden Pskov under Ingermanländska kriget.

## Bakgrund
Som en del av Ingermanländska kriget hade Jakob de la Gardie erövrat Kexholms fästning och tillsammans med Evert Horn stormat Novgorod. Därefter föll det på Horn att erövra Pskov, Gdov och Nöteborg.

## Belägringen
Evert Horn anlände till Pskov den 31 augusti varefter han skaffade petard ifrån Novgorod. På natten den 7 september lyckades man spränga en svagt skyddad port efter vilket ett anfall skulle ha genomförts, dock blev anfallet inställt efter att soldater och officerare drabbats av stort klenmod. För att gottgöra detta försökte man sig på ett nytt anfall med stormstegar, dock misslyckades även detta. Efter instruktioner från en fånge skulle man nu istället pröva att beskjuta och minera staden men eftersom det inte fanns bra artilleri och på grund av soldaternas ovillighet att utan extra ersättning minera skedde det lite. Fram emot hösten blev det kort på ammunition eftersom denna använts emot utfall ifrån staden och den hårdnande marken försvårade mingrävande. Horn tvivlade nu på sin förmåga att ta staden och med anledning av det starka stödet som Falske Dimitrij III hade bland folket i staden bröt han till slut upp den 7 oktober.